# Mammillaria picta
Mammillaria picta là một loài thực vật có hoa trong họ Cactaceae. Loài này được Meinsh. mô tả khoa học đầu tiên năm 1858.

## Hình ảnh

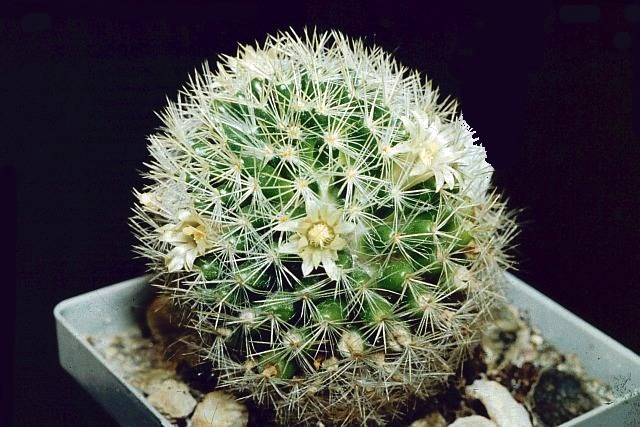
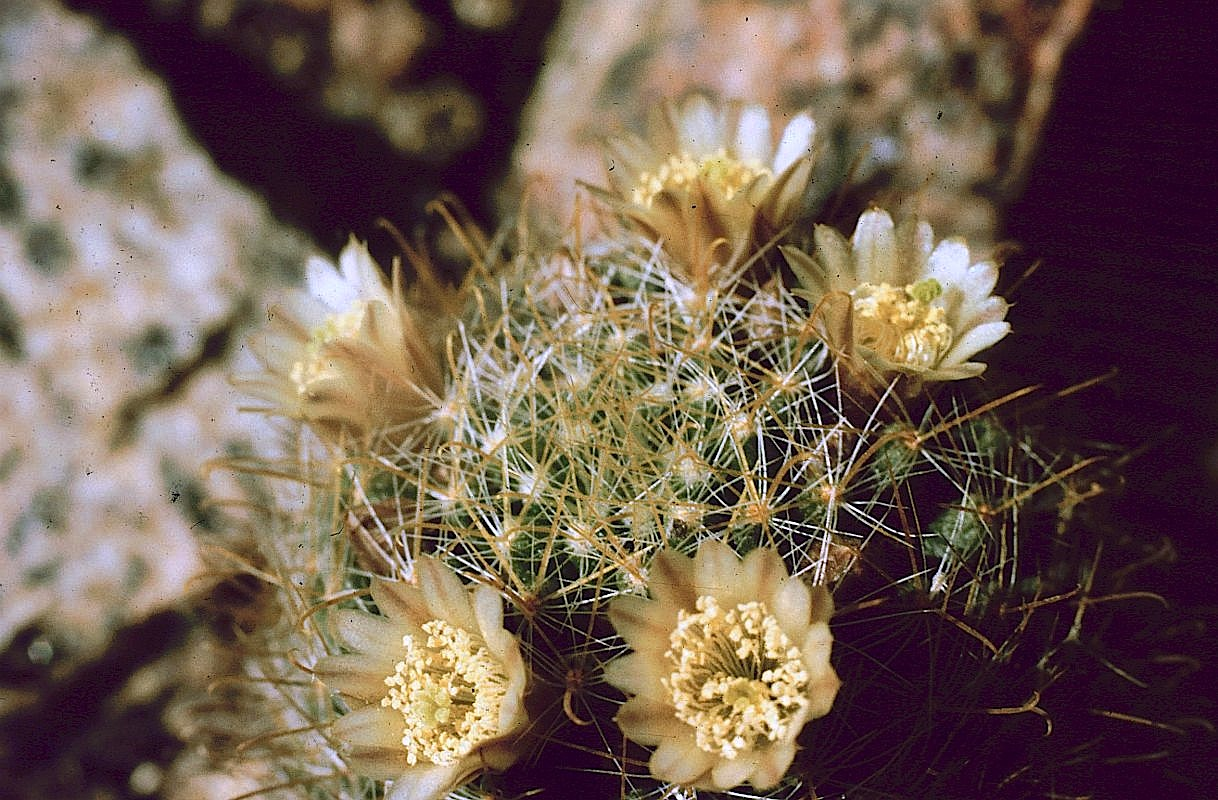